# Jorien ter Mors
Jorien ter Mors (Enschede, 21 de diciembre de 1989) es una deportista neerlandesa que compite en patinaje de velocidad sobre hielo, en las modalidades de pista larga y pista corta. 
Participó en tres Juegos Olímpicos de Invierno, entre los años 2010 y 2018, obteniendo en total cuatro medallas, dos oros en Sochi 2014, en las pruebas de 1500 m y persecución por equipos (junto con Marrit Leenstra, Ireen Wüst y Lotte van Beek), y oro en Pyeongchang 2018, en 1000 m. Además, en estos mismos Juegos compitió en la modalidad de pista corta y obtuvo una medalla de bronce en la prueba de relevo 3000 m.
Ganó tres medallas en el Campeonato Mundial de Patinaje de Velocidad sobre Hielo en Distancia Individual, en los años 2016 y 2017, y tres medallas en el Campeonato Mundial de Patinaje de Velocidad sobre Hielo en Distancia Corta entre los años 2016 y 2018. Además, obtuvo una medalla de plata en el Campeonato Europeo de Patinaje de Velocidad sobre Hielo en Distancia Corta de 2017.

## Palmarés internacional

### Pista larga
| Juegos Olímpicos                           | Juegos Olímpicos            | Juegos Olímpicos  | Juegos Olímpicos        |
| Año                                        | Lugar                       | Medalla           | Prueba                  |
| ------------------------------------------ | --------------------------- | ----------------- | ----------------------- |
| 2014                                       | Sochi (Rusia)               | Medalla de oro    | 1500 m                  |
| 2014                                       | Sochi (Rusia)               | Medalla de oro    | Persecución por equipos |
| 2018                                       | Pyeongchang (Corea del Sur) | Medalla de oro    | 1000 m                  |
| Campeonato Mundial en Distancia Individual |                             |                   |                         |
| Año                                        | Lugar                       | Medalla           | Prueba                  |
| 2016                                       | Kolomna (Rusia)             | Medalla de oro    | 1000 m                  |
| 2016                                       | Kolomna (Rusia)             | Medalla de oro    | 1500 m                  |
| 2017                                       | Gangneung (Corea del Sur)   | Medalla de bronce | 1000 m                  |
| Campeonato Mundial en Distancia Corta      |                             |                   |                         |
| Año                                        | Lugar                       | Medalla           | Prueba                  |
| 2016                                       | Seúl (Corea del Sur)        | Medalla de bronce | Clasificación general   |
| 2017                                       | Calgary (Canadá)            | Medalla de bronce | Clasificación general   |
| 2018                                       | Changchun (China)           | Medalla de oro    | Clasificación general   |
| Campeonato Europeo en Distancia Corta      |                             |                   |                         |
| Año                                        | Lugar                       | Medalla           | Prueba                  |
| 2017                                       | Heerenveen (Países Bajos)   | Medalla de plata  | Clasificación general   |

| Juegos Olímpicos | Juegos Olímpicos            | Juegos Olímpicos  | Juegos Olímpicos |
| Año              | Lugar                       | Medalla           | Prueba           |
| ---------------- | --------------------------- | ----------------- | ---------------- |
| 2018             | Pyeongchang (Corea del Sur) | Medalla de bronce | Relevo 3000 m    |